# وینسیت
وینسیت (انگلیسی: Vincit) شرکت نرم‌افزار فنلاندی با تمرکز بر توسعه نرم‌افزار، طراحی خدمات، مشاوره و محصولاتی برای مدیریت خدمات مبتنی بر داده و رهبری کارمند محور است، که در سال ۲۰۰۷ تأسیس شد.